# Саркандский район
Сарка́ндский райо́н (каз. Сарқан ауданы) — административная единица на северо-востоке Жетысуской области Казахстана. Административный центр — город Сарканд.

## История
Образован 3 сентября 1928 года с центром ст. Сарканд в Алма-Атинском округе на территории Лепсинского уезда и Черкасской волости. 17 декабря 1930 году район был расформирован и передан в состав Аксуйского и Лепсинского районов. 9 января 1935 года Саркандский район был восстановлен с центром в с. Сарканд в составе Алма-Атинской области.
Весной 1998 года в состав района были включены территория Аксуского района площадью 975,10 км² и территория Алакольского района площадью 13262,54 км² согласно решению маслихата Алматинской области от 17 апреля 1998 года № 20-156 и постановлением акимата Алматинской области от 14 мая 1998 № 5-169

## География
Саркандский район расположен на северо-востоке Алматинской области. На севере граничит с Восточно-Казахстанской областью, на востоке — с Алакольским районом, на юге — с Аксуйским районом и Китаем, на западе — с Аксуйским районом.
На территории района имеются озера Балхаш, Жасыл Коль, пруды. Территория района характеризуется наличием густой гидрографической сети и располагается в бассейнах рек Саркан, Баскан и Лепсы с притоками. Истоки реки Саркан находятся на высоте 3000 метров над уровнем моря в области ледников северного склона Джунгарского Алатау. Общая длина реки 417 км. На равнине ширина реки достигает 30 м, а глубина — 5 м. Река Саркан берёт начало вблизи перевала Карасарык с хребта Алагарды и образуется от слияния двух ветвей - Кары-Сарык (Карасарык) и Ак-Чаганака (Акшиганак). Длина реки до слияния с рекой Аксу составляет 100 км, из низ 60 км. приходится на горы. Питание рек ледниковое, снеговое, дождевое и подземное. Воды реки в основном используются для сельскохозяйственных нужд.
В бассейне реки на выходе в долину расположен город Сарканд.
Расположение данной территории внутри Евроазиатского континента обусловило черты резко выраженного материкового климата с высокой континентальностью — короткая, но довольно холодная зима и жаркое продолжительное лето.
Среднегодовая температура воздуха на равнинных участках района и в предгорьях колеблется в пределах 6,2 — 7,7 градусов.
Территория района, в геоморфологическим отношении, принадлежит горам Джунгарского Алатау и Балхаш-Алакольской полупустынной впадине.
Джунгарские горы занимают южную, юго-восточную и восточную части района и состоят из нескольких ступенчато-расположенных, вытянутых в широтном направлении хребтов, разделенных межгорными понижениями и котловинами. Главная горная цепь — Северный центральный хребет — окаймляет район с юго-востока и достигает максимальной высоты — 4364 метра над уровнем моря. В горах имеется современное оледенение.
Район расположен в пустынной зоне Арало-Балхашской провинции Балхаш-Алакольском округе (западная часть), предгорно-пустынно-степной зоне Южно-Казахстанской провинции Джунгарском округе (предгорная часть), горной области Среднеазиатской провинции Джунгарском округе (горная часть района).

## Население
Национальный состав (на начало 2019 года):
- казахи — 29 850 чел. (80,76 %)
- русские — 6 323 чел. (17,11 %)
- татары — 251 чел. (0,68 %)
- немцы — 136 чел. (0,37 %)
- чеченцы — 220 чел. (0,60 %)
- другие — 182 чел. (0,49 %)
- Всего — 36 962 чел. (100,00 %)

## Административное деление
1. Аманбоктерский сельский округ
2. Амангельдинский сельский округ
3. Бакалинский сельский округ
4. Екиашинский сельский округ
5. Алмалинский сельский округ
6. Кокжидинский сельский округ
7. Коктерекский сельский округ
8. Карабогетский сельский округ
9. Карашиганский сельский округ
10. Койлыкский сельский округ
11. Черкасский сельский округ
12. Шатырбайский сельский округ

## Известные люди
- Есенгали Садырбаев — известный казахстанский художник в жанре реалистичной живописи;
- Мукан Тулебаев (1913—1960) — казахский композитор, педагог и общественный деятель. Народный артист СССР (1959).
- Тастанбеков, Куман Нурмаганович – советский и казахский актёр кино и театра. Исполнитель роли Толегена из фильма Кыз-Жибек. Народный артист Казахстана (1993). Заслуженный артист Казахской ССР (1982). Лауреат премии Ленинского комсомола Казахской ССР (1976).